# Liste der Nummer-eins-Hits in den Niederlanden (1997)
Dies ist eine Liste der Nummer-eins-Hits in den Niederlanden im Jahr 1997. Sie basiert auf den Nederlandse-Top-40-Singlecharts von Radio 538 und den von der GfK ermittelten Dutch Album Top 100.
In diesem Jahr gab es 12 Nummer-eins-Singles und 21 Nummer-eins-Alben.

## Singles
| ← 1996 ← | Liste der Nummer-eins-Hits in den Niederlanden | Liste der Nummer-eins-Hits in den Niederlanden | Liste der Nummer-eins-Hits in den Niederlanden                                                                                            | 1998 → |
| \| Zeitraum \| Wo. ges. \| Interpret \| Titel Autor(en) \| Zusätzliche Informationen \| \| (Zeitraum, Wochen auf Platz eins, Interpret, Titel, Autor[en], zusätzliche Informationen) \| \| \| \| \| \| ----------------------------------------------------------------------------------------- \| -------- \| ---------------------------------- \| ----------------------------------------------------------------------------------------------------------------------------------------- \| ---------------------------------------------------------------------------------------------------------------------------------------------------------------------------------------------------------------------- \| \| 28. Dezember 1996 – 15. Februar 1997 7 Wochen \| 7 \| No Doubt \| Don’t Speak Gwen Renee Stefani, Eric Matthew Stefani \| – \| \| 16. Februar 1997 – 14. März 1997 4 Wochen \| 4 \| No Mercy \| When I Die Musik: Frank Farian, Dietmar Kawohl; Text: Peter Bischof-Fallenstein, Diane Eve Warren \| – \| \| 15. März 1997 – 21. März 1997 1 Woche \| 1 \| R. Kelly \| I Believe I Can Fly Robert Shirey Kelly \| – \| \| 22. März 1997 – 11. April 1997 3 Wochen \| 3 \| Frans Bauer & Marianne Weber \| De regenboog Bernard Emile Hartkamp, Marinus John Riny Schreijenberg \| – \| \| 12. April 1997 – 30. Mai 1997 7 Wochen \| 7 \| Jantje Smit \| Ik zing dit lied voor jou alleen Jack White; niederländischer Text: Johannes C. H. M. Tuijp, Johannes E. H. Keizer, Jacobus I. M. Veerman \| – \| \| 31. Mai 1997 – 4. Juli 1997 5 Wochen \| 5 \| Hero \| Toen ik je zag Gustaaf S. M. Meeuwis, Jan Willem Rozeboom \| Der Schauspieler Antonie Kamerling sang das Lied unter seinem Rollennamen Hero im Film All Stars. Nach seinem Suizid 2010 kehrte es auf Platz 16 zurück. In den Top-100-Singlecharts war es beide Male auf Platz 1.[1] \| \| 5. Juli 1997 – 5. September 1997 9 Wochen \| 9 \| Puff Daddy feat. Faith Evans & 112 \| I’ll Be Missing You Faith Renee Evans, Gordon Matthew Sumner, Todd Gaither \| – \| \| 6. September 1997 – 19. September 1997 2 Wochen \| 2 \| Freek de Jonge & Stips \| Leven na de dood Bob Dylan; niederländischer Text: Frederik Jan Georg de Jonge \| – \| \| 20. September 1997 – 26. September 1997 1 Woche \| 1 \| Aqua \| Barbie Girl Musik: Søren Rasted, Claus Norreen; Text: Søren Rasted, Claus Norreen, René Dif, Lene Crawford Nystrøm \| – \| \| 27. September 1997 – 31. Oktober 1997 5 Wochen \| 5 \| Elton John \| Candle in the Wind 1997 / Something About the Way You Look Tonight Elton John, Bernie Taupin \| – \| \| 1. November 1997 – 26. Dezember 1997 8 Wochen \| 8 \| Wes \| Alane Musik: Michel Eugene Raymond Sanchez; Text: Wes Madiko \| – \| \| 27. Dezember 1997 – 9. Januar 1998 2 Wochen \| 2 \| Barbra Streisand & Céline Dion \| Tell Him David Walter Foster, Linda Thompson-Jenner, Walter N. Afanasieff \| – \| |                                                |                                                | | |
| ← 1996 |                                                |                                                | | → 1998 → |
| Zeitraum | Wo. ges.                                       | Interpret                                      | Titel Autor(en) | Zusätzliche Informationen |
| (Zeitraum, Wochen auf Platz eins, Interpret, Titel, Autor[en], zusätzliche Informationen) |                                                |                                                | | |
| 28. Dezember 1996 – 15. Februar 1997 7 Wochen | 7                                              | No Doubt                                       | Don’t Speak Gwen Renee Stefani, Eric Matthew Stefani                                                                                      | – |
| 16. Februar 1997 – 14. März 1997 4 Wochen | 4                                              | No Mercy                                       | When I Die Musik: Frank Farian, Dietmar Kawohl; Text: Peter Bischof-Fallenstein, Diane Eve Warren                                         | – |
| 15. März 1997 – 21. März 1997 1 Woche | 1                                              | R. Kelly                                       | I Believe I Can Fly Robert Shirey Kelly                                                                                                   | – |
| 22. März 1997 – 11. April 1997 3 Wochen | 3                                              | Frans Bauer & Marianne Weber                   | De regenboog Bernard Emile Hartkamp, Marinus John Riny Schreijenberg                                                                      | – |
| 12. April 1997 – 30. Mai 1997 7 Wochen | 7                                              | Jantje Smit                                    | Ik zing dit lied voor jou alleen Jack White; niederländischer Text: Johannes C. H. M. Tuijp, Johannes E. H. Keizer, Jacobus I. M. Veerman | – |
| 31. Mai 1997 – 4. Juli 1997 5 Wochen | 5                                              | Hero                                           | Toen ik je zag Gustaaf S. M. Meeuwis, Jan Willem Rozeboom                                                                                 | Der Schauspieler Antonie Kamerling sang das Lied unter seinem Rollennamen Hero im Film All Stars. Nach seinem Suizid 2010 kehrte es auf Platz 16 zurück. In den Top-100-Singlecharts war es beide Male auf Platz 1. |
| 5. Juli 1997 – 5. September 1997 9 Wochen | 9                                              | Puff Daddy feat. Faith Evans & 112             | I’ll Be Missing You Faith Renee Evans, Gordon Matthew Sumner, Todd Gaither                                                                | – |
| 6. September 1997 – 19. September 1997 2 Wochen | 2                                              | Freek de Jonge & Stips                         | Leven na de dood Bob Dylan; niederländischer Text: Frederik Jan Georg de Jonge                                                            | – |
| 20. September 1997 – 26. September 1997 1 Woche | 1                                              | Aqua                                           | Barbie Girl Musik: Søren Rasted, Claus Norreen; Text: Søren Rasted, Claus Norreen, René Dif, Lene Crawford Nystrøm                        | – |
| 27. September 1997 – 31. Oktober 1997 5 Wochen | 5                                              | Elton John                                     | Candle in the Wind 1997 / Something About the Way You Look Tonight Elton John, Bernie Taupin                                              | – |
| 1. November 1997 – 26. Dezember 1997 8 Wochen | 8                                              | Wes                                            | Alane Musik: Michel Eugene Raymond Sanchez; Text: Wes Madiko                                                                              | – |
| 27. Dezember 1997 – 9. Januar 1998 2 Wochen | 2                                              | Barbra Streisand & Céline Dion                 | Tell Him David Walter Foster, Linda Thompson-Jenner, Walter N. Afanasieff                                                                 | – |

## Alben
| ← 1996 ← | Liste der Nummer-eins-Hits in den Niederlanden | Liste der Nummer-eins-Hits in den Niederlanden | Liste der Nummer-eins-Hits in den Niederlanden | 1998 →                    |
| \| Zeitraum \| Wo. ges. \| Interpret \| Titel \| Zusätzliche Informationen \| \| (Zeitraum, Wochen auf Platz eins, Interpret, Titel, zusätzliche Informationen) \| \| \| \| \| \| ------------------------------------------------------------------------------ \| -------- \| ---------------------------- \| --------------------------------------------- \| ------------------------- \| \| 21. Dezember 1996 – 3. Januar 1997 2 Wochen (insgesamt 12) \| 12 \| Céline Dion \| Falling into You \| – \| \| 4. Januar 1997 – 10. Januar 1997 1 Woche \| 1 \| BZN (Band Zonder Naam) \| A Symphonic Night \| – \| \| 11. Januar 1997 – 17. Januar 1997 1 Woche \| 1 \| Helmut Lotti \| Helmut Lotti Goes Classic II \| – \| \| 18. Januar 1997 – 24. Januar 1997 1 Woche (insgesamt 12) \| 12 \| Céline Dion \| Falling into You \| – \| \| 25. Januar 1997 – 14. März 1997 7 Wochen \| 7 \| Marco Borsato \| De waarheid \| – \| \| 15. März 1997 – 28. März 1997 2 Wochen \| 2 \| U2 \| Pop \| – \| \| 29. März 1997 – 4. April 1997 1 Woche \| 1 \| Andrea Bocelli \| Romanza \| – \| \| 5. April 1997 – 25. April 1997 3 Wochen (insgesamt 6) \| 6 \| Spice Girls \| Spice \| – \| \| 26. April 1997 – 16. Mai 1997 3 Wochen \| 3 \| Frans Bauer & Marianne Weber \| Frans Bauer & Marianne Weber \| – \| \| 17. Mai 1997 – 30. Mai 1997 2 Wochen (insgesamt 5) \| 5 \| Jantje Smit \| Ik zing dit lied voor jou alleen \| – \| \| 31. Mai 1997 – 6. Juni 1997 1 Woche \| 1 \| Michael Jackson \| Blood on the Dance Floor – HIStory in the Mix \| – \| \| 7. Juni 1997 – 20. Juni 1997 2 Wochen (insgesamt 5) \| 5 \| Jantje Smit \| Ik zing dit lied voor jou alleen \| – \| \| 21. Juni 1997 – 27. Juni 1997 1 Woche (insgesamt 6) \| 6 \| Spice Girls \| Spice \| – \| \| 28. Juni 1997 – 4. Juli 1997 1 Woche (insgesamt 5) \| 5 \| Jantje Smit \| Ik zing dit lied voor jou alleen \| – \| \| 5. Juli 1997 – 11. Juli 1997 1 Woche (insgesamt 6) \| 6 \| Spice Girls \| Spice \| – \| \| 12. Juli 1997 – 1. August 1997 3 Wochen (insgesamt 4) \| 4 \| The Prodigy \| The Fat of the Land \| – \| \| 2. August 1997 – 8. August 1997 1 Woche (insgesamt 6) \| 6 \| Spice Girls \| Spice \| – \| \| 9. August 1997 – 15. August 1997 1 Woche (insgesamt 4) \| 4 \| The Prodigy \| The Fat of the Land \| – \| \| 16. August 1997 – 22. August 1997 1 Woche \| 1 \| Eternal \| Before the Rain \| – \| \| 23. August 1997 – 12. September 1997 3 Wochen \| 3 \| Backstreet Boys \| Backstreet’s Back \| – \| \| 13. September 1997 – 19. September 1997 1 Woche \| 1 \| Oasis \| Be Here Now \| – \| \| 20. September 1997 – 26. September 1997 1 Woche \| 1 \| De Kast \| Niets te verliezen \| – \| \| 27. September 1997 – 10. Oktober 1997 2 Wochen \| 2 \| Mariah Carey \| Butterfly \| – \| \| 11. Oktober 1997 – 17. Oktober 1997 1 Woche \| 1 \| Frans Bauer \| Weil ich dich liebe \| – \| \| 18. Oktober 1997 – 7. November 1997 3 Wochen \| 3 \| BZN (Band Zonder Naam) \| Pearls \| – \| \| 8. November 1997 – 14. November 1997 1 Woche \| 1 \| Anouk \| Together Alone \| – \| \| 15. November 1997 – 28. November 1997 2 Wochen \| 2 \| Spice Girls \| Spiceworld \| – \| \| 29. November 1997 – 30. Januar 1998 9 Wochen (insgesamt 11) \| 11 \| Céline Dion \| Let’s Talk About Love \| – \| |                                                |                                                |                                                |                           |
| ← 1996 |                                                |                                                |                                                | → 1998 →                  |
| Zeitraum | Wo. ges.                                       | Interpret                                      | Titel                                          | Zusätzliche Informationen |
| (Zeitraum, Wochen auf Platz eins, Interpret, Titel, zusätzliche Informationen) |                                                |                                                |                                                |                           |
| 21. Dezember 1996 – 3. Januar 1997 2 Wochen (insgesamt 12) | 12                                             | Céline Dion                                    | Falling into You                               | –                         |
| 4. Januar 1997 – 10. Januar 1997 1 Woche | 1                                              | BZN (Band Zonder Naam)                         | A Symphonic Night                              | –                         |
| 11. Januar 1997 – 17. Januar 1997 1 Woche | 1                                              | Helmut Lotti                                   | Helmut Lotti Goes Classic II                   | –                         |
| 18. Januar 1997 – 24. Januar 1997 1 Woche (insgesamt 12) | 12                                             | Céline Dion                                    | Falling into You                               | –                         |
| 25. Januar 1997 – 14. März 1997 7 Wochen | 7                                              | Marco Borsato                                  | De waarheid                                    | –                         |
| 15. März 1997 – 28. März 1997 2 Wochen | 2                                              | U2                                             | Pop                                            | –                         |
| 29. März 1997 – 4. April 1997 1 Woche | 1                                              | Andrea Bocelli                                 | Romanza                                        | –                         |
| 5. April 1997 – 25. April 1997 3 Wochen (insgesamt 6) | 6                                              | Spice Girls                                    | Spice                                          | –                         |
| 26. April 1997 – 16. Mai 1997 3 Wochen | 3                                              | Frans Bauer & Marianne Weber                   | Frans Bauer & Marianne Weber                   | –                         |
| 17. Mai 1997 – 30. Mai 1997 2 Wochen (insgesamt 5) | 5                                              | Jantje Smit                                    | Ik zing dit lied voor jou alleen               | –                         |
| 31. Mai 1997 – 6. Juni 1997 1 Woche | 1                                              | Michael Jackson                                | Blood on the Dance Floor – HIStory in the Mix  | –                         |
| 7. Juni 1997 – 20. Juni 1997 2 Wochen (insgesamt 5) | 5                                              | Jantje Smit                                    | Ik zing dit lied voor jou alleen               | –                         |
| 21. Juni 1997 – 27. Juni 1997 1 Woche (insgesamt 6) | 6                                              | Spice Girls                                    | Spice                                          | –                         |
| 28. Juni 1997 – 4. Juli 1997 1 Woche (insgesamt 5) | 5                                              | Jantje Smit                                    | Ik zing dit lied voor jou alleen               | –                         |
| 5. Juli 1997 – 11. Juli 1997 1 Woche (insgesamt 6) | 6                                              | Spice Girls                                    | Spice                                          | –                         |
| 12. Juli 1997 – 1. August 1997 3 Wochen (insgesamt 4) | 4                                              | The Prodigy                                    | The Fat of the Land                            | –                         |
| 2. August 1997 – 8. August 1997 1 Woche (insgesamt 6) | 6                                              | Spice Girls                                    | Spice                                          | –                         |
| 9. August 1997 – 15. August 1997 1 Woche (insgesamt 4) | 4                                              | The Prodigy                                    | The Fat of the Land                            | –                         |
| 16. August 1997 – 22. August 1997 1 Woche | 1                                              | Eternal                                        | Before the Rain                                | –                         |
| 23. August 1997 – 12. September 1997 3 Wochen | 3                                              | Backstreet Boys                                | Backstreet’s Back                              | –                         |
| 13. September 1997 – 19. September 1997 1 Woche | 1                                              | Oasis                                          | Be Here Now                                    | –                         |
| 20. September 1997 – 26. September 1997 1 Woche | 1                                              | De Kast                                        | Niets te verliezen                             | –                         |
| 27. September 1997 – 10. Oktober 1997 2 Wochen | 2                                              | Mariah Carey                                   | Butterfly                                      | –                         |
| 11. Oktober 1997 – 17. Oktober 1997 1 Woche | 1                                              | Frans Bauer                                    | Weil ich dich liebe                            | –                         |
| 18. Oktober 1997 – 7. November 1997 3 Wochen | 3                                              | BZN (Band Zonder Naam)                         | Pearls                                         | –                         |
| 8. November 1997 – 14. November 1997 1 Woche | 1                                              | Anouk                                          | Together Alone                                 | –                         |
| 15. November 1997 – 28. November 1997 2 Wochen | 2                                              | Spice Girls                                    | Spiceworld                                     | –                         |
| 29. November 1997 – 30. Januar 1998 9 Wochen (insgesamt 11) | 11                                             | Céline Dion                                    | Let’s Talk About Love                          | –                         |

## Jahreshitparaden
| ← 1996 ← | Liste der Nummer-eins-Hits in den Niederlanden | Liste der Nummer-eins-Hits in den Niederlanden            | Liste der Nummer-eins-Hits in den Niederlanden | 1998 →   |
| \| Singles \| Position# \| Alben \| \| ---------------------------------------------------------------------------------------------------------------------------- \| --------- \| --------------------------------------------------------- \| \| I’ll Be Missing You Puff Daddy feat. Faith Evans & 112 Faith Renee Evans, Gordon Matthew Sumner, Todd Gaither \| 1 \| De waarheid Marco Borsato \| \| When I Die No Mercy Musik: Frank Farian, Dietmar Kawohl; Text: Peter Bischof-Fallenstein, Diane Eve Warren \| 2 \| Spice Spice Girls \| \| Barbie Girl Aqua Musik: Søren Rasted, Claus Norreen; Text: Søren Rasted, Claus Norreen, René Dif, Lene Crawford Nystrøm \| 3 \| Total Touch \| \| Alane Wes Musik: Michel Eugene Raymond Sanchez; Text: Wes Madiko \| 4 \| Romanza Andrea Bocelli \| \| Wereld zonder jou Marco Borsato & Trijntje Oosterhuis John O. C. W. Ewbank \| 5 \| Frans Bauer & Marianne Weber Frans Bauer & Marianne Weber \| \| Don’t Speak No Doubt Gwen Renee Stefani, Eric Matthew Stefani \| 6 \| Tragic Kingdom No Doubt \| \| Time to Say Goodbye (Con te partirò) Sarah Brightman & Andrea Bocelli Musik: Francesco Sartori; Text: Lucio Quarantotto \| 7 \| My Promise No Mercy \| \| Leven na de dood Freek de Jonge & Stips Bob Dylan; niederländischer Text: Frederik Jan Georg de Jonge \| 8 \| Falling into You Céline Dion \| \| Toen ik je zag Hero Gustaaf S. M. Meeuwis, Jan Willem Rozeboom \| 9 \| Ik zing dit lied voor jou alleen Jantje Smit \| \| In nije dei – live De Kast Peter van der Ploeg, Sijbe van der Ploeg, Sytse Broersma, Kees J. Bode, Petrus J. L. van der Kolk \| 10 \| Secrets Toni Braxton \| |                                                |                                                           |                                                |          |
| ← 1996 |                                                |                                                           |                                                | → 1998 → |
| Singles | Position#                                      | Alben                                                     |                                                |          |
| I’ll Be Missing You Puff Daddy feat. Faith Evans & 112 Faith Renee Evans, Gordon Matthew Sumner, Todd Gaither | 1                                              | De waarheid Marco Borsato                                 |                                                |          |
| When I Die No Mercy Musik: Frank Farian, Dietmar Kawohl; Text: Peter Bischof-Fallenstein, Diane Eve Warren | 2                                              | Spice Spice Girls                                         |                                                |          |
| Barbie Girl Aqua Musik: Søren Rasted, Claus Norreen; Text: Søren Rasted, Claus Norreen, René Dif, Lene Crawford Nystrøm | 3                                              | Total Touch                                               |                                                |          |
| Alane Wes Musik: Michel Eugene Raymond Sanchez; Text: Wes Madiko | 4                                              | Romanza Andrea Bocelli                                    |                                                |          |
| Wereld zonder jou Marco Borsato & Trijntje Oosterhuis John O. C. W. Ewbank | 5                                              | Frans Bauer & Marianne Weber Frans Bauer & Marianne Weber |                                                |          |
| Don’t Speak No Doubt Gwen Renee Stefani, Eric Matthew Stefani | 6                                              | Tragic Kingdom No Doubt                                   |                                                |          |
| Time to Say Goodbye (Con te partirò) Sarah Brightman & Andrea Bocelli Musik: Francesco Sartori; Text: Lucio Quarantotto | 7                                              | My Promise No Mercy                                       |                                                |          |
| Leven na de dood Freek de Jonge & Stips Bob Dylan; niederländischer Text: Frederik Jan Georg de Jonge | 8                                              | Falling into You Céline Dion                              |                                                |          |
| Toen ik je zag Hero Gustaaf S. M. Meeuwis, Jan Willem Rozeboom | 9                                              | Ik zing dit lied voor jou alleen Jantje Smit              |                                                |          |
| In nije dei – live De Kast Peter van der Ploeg, Sijbe van der Ploeg, Sytse Broersma, Kees J. Bode, Petrus J. L. van der Kolk | 10                                             | Secrets Toni Braxton                                      |                                                |          |